# Estádio 24 de Setembro
Estádio 24 de Setembro – wielofunkcyjny stadion w Bissau w Gwinei Bissau, na którym rozgrywane są głównie mecze piłki nożnej. Swoje spotkania rozgrywają na nim reprezentacja Gwinei Bissau w piłce nożnej oraz drużyny piłkarskie Sporting Clube de Bissau i Sport Bissau e Benfica. Stadion może pomieścić 20 000 widzów.